# Trifurcula beirnei
Trifurcula beirnei là một loài bướm đêm thuộc họ Nepticulidae. Loài này có ở Đảo Anh, Đan Mạch và parts of Đức và Ba Lan, Áo, Cộng hòa Séc, Slovakia và Hungary. Nó cũng được tìm thấy ở Volga và Ural region of Nga.
Sải cánh dài 8–11 mm. Con trưởng thành bay từ the end of tháng 6 đến cuối tháng 9.
Ấu trùng ăn Genista species, bao gồm Genista tinctoria, Genista germanica và Genista pilosa.